# Horehronie
«Horehronie» — песня словацкой певицы Кристины, с которой она представила Словакию на конкурсе Евровидение 2010. В полуфинале 25 мая песня заняла 16-е место из 17, не пройдя в финал. Автором текста песни является выдающийся словацкий поэт-песенник Камил Петерай, композитором — Мартин Кавулич.
Песня посвящена словацкому региону Горегронье (верховья Грона).

## Список композиций
1. Horehronie — Radio Edit
2. Horehronie — Extended
3. Horehronie — Akustická Verzia
4. Horehronie — KaMa Remix Radio Edit
5. Horehronie — KaMa Remix Extended
6. Horehronie — Cj Macintosh & MamboDj — Sirius Club Remix
7. Horehronie — Karaoke Verzia
8. Stonka — Radio Edit
9. Stonka — Akustická Verzia
10. Stonka — KaMa Remix Radio Edit
11. Stonka — KaMa Remix Extended

## Видеоклип
В клипе Horehronie использовались видео-вставки из выступления Кристины Пелаковой на словацком отборе на Евровидение, а также несколько видеообзоров долины Грона